# 华清宫遗址

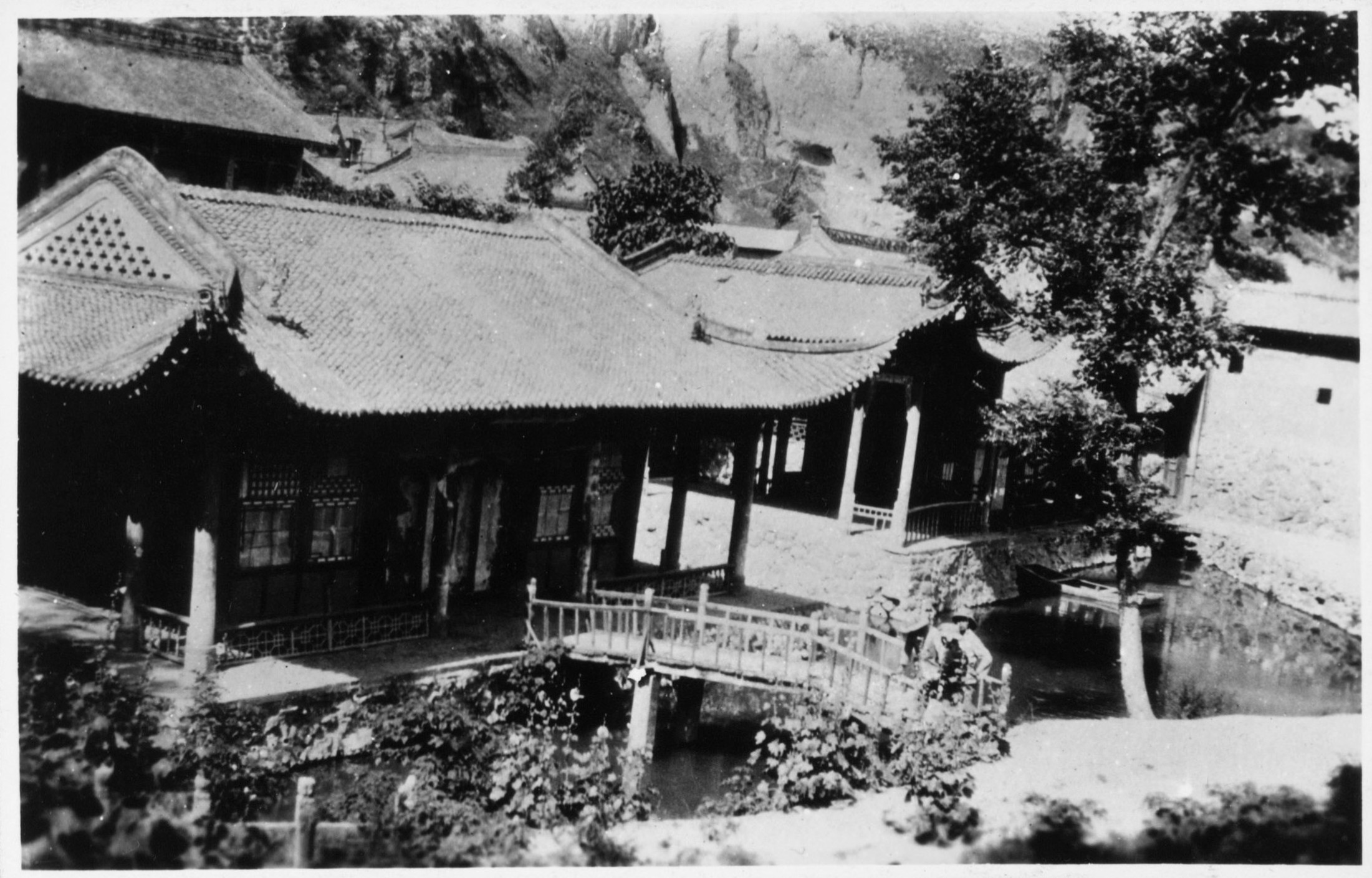
1930年代

华清宫遗址是中国唐朝時期兴建的“离宫”之一。唐太宗贞观十八年（644年）在骊山建汤泉宫，并任命阎立德主持营造。唐玄宗天宝六年（747年）改名华清宫，并进行了大规模扩建。使华清宫成为皇家的度假别墅和行宫别苑，並擁有專屬的溫泉。

## 建筑组成
华清宫占地约1300亩，规模宏大。依骊山地势而建，宫廷由罗城围住，罗城内用内墙分成若干院落。
华清宫的宫廷区平面呈梯形，中央为宫城，东部和西部为行政、宫廷辅助用房，以及贵族、官员的府邸。宫廷区的南面为苑林区，呈前宫后苑的格局。宫廷区的北面为赛球、赛马、练兵的场地，包括讲武殿、舞马台、大球场、小球场等。
宫城为一个方整布局，坐南朝北，两重城垣。北面为津阳门，东开阳门，西望京门，南昭阳门，昭阳门往南为登骊山苑林区大道。宫廷区的北半部为中、东、西三路：中路津阳门外左右分列弘文馆和修文馆，其南为前殿、后殿，即外朝；东路的主要殿宇为瑶光楼和飞霜殿，为寝宫；西路诸殿为寺观，由南向北分别为功德院、七圣殿、果老堂等。
宫城的南半部为温泉汤池区，除少数殿宇外，分布八处汤池供帝、后妃和皇室人员沐浴之用，自东到西分别为九龙汤（莲花汤）、贵妃汤、星辰汤、太子汤、少阳汤、尚食汤、宜春汤和长汤。
开阳门以东的廓城内建置的殿宇有观风楼、四圣殿、逍遥殿、重明阁、宜春亭、李真人祠、女仙观、桉歌台、斗鸡台等，另建球场一处。还建有鸡坊和斗鸡台。
望京门以西的廓城内除少数殿宇外，其余均为百官衙署、供应机构和各种园囿、马厩等，从望京门至长安城之间建有供皇帝往来两地的御道。
苑林区即东绣岭和西绣岭北坡的山岳风景地，以朝元阁为主体建筑物。山麓以建筑物点缀，依地形而规划为各种景点。山麓建芙蓉园、粉梅坛、看花台、石榴园、西瓜园、椒园、东瓜园等以花卉、果木为主的小园林和生产基地。山腰以溪谷、瀑布等自然景观建兽园。东绣岭建王母祠，西侧为福岩寺。寺西为绿阁、红楼。西绣岭建翠云亭、老母殿、望京楼、老君殿等，附近广植树木，以改善环境。

## 现况
安史之乱后，华清宫逐渐荒废。华清宫遗址现在的地址：南及骊山西绣岭第一峰，北到县城北什宇，东至石瓮谷，西临铁路疗养院西侧牡丹沟。宫城遗址南及骊山，北到临潼区南什宇，东至东窑村，西临游泳池。